# Copenhagen Masters 2011
Das Copenhagen Masters 2011 im Badminton war die 19. Auflage dieser Turnierserie. Es fand in Kopenhagen vom 27. bis 29. Dezember 2011 statt. Das Preisgeld betrug 320.000 Dänische Kronen.

## Finalergebnisse
| Disziplin    | Sieger                                      | Finalist                                | Ergebnis          |
| ------------ | ------------------------------------------- | --------------------------------------- | ----------------- |
| Herreneinzel | Jan Ø. Jørgensen                            | Peter Gade                              | 14:21 25:23 22:20 |
| Dameneinzel  | Ratchanok Intanon                           | Tine Baun                               | 21:17 21:15       |
| Herrendoppel | Mathias Boe Carsten Mogensen                | Zakry Abdul Latif Fairuzizuan Tazari    | 21:18 21:19       |
| Mixed        | Joachim Fischer Nielsen Christinna Pedersen | Sudket Prapakamol Saralee Thungthongkam | 21:13 21:17       |